# چایرلو
چایرلو، روستایی از توابع بخش مرکزی شهرستان زنجان در استان زنجان ایران است.

## جمعیت
این روستا در دهستان قلتوق قرار دارد و براساس سرشماری مرکز آمار ایران در سال ۱۳۸۵، جمعیت آن ۷۴۲ نفر (۱۵۲خانوار) بوده‌است.